# Il giustiziere del West
Il giustiziere del West (Sagebrush Trail) è un film del 1933 diretto da Armand Schaefer.
È un film western statunitense con John Wayne, Nancy Shubert e Lane Chandler, remake di Partners of the Trail del 1931.

## Trama
Un uomo accusato di omicidio evade di prigione e va verso ovest, dove si unisce ad una banda con il vero assassino coinvolto.

## Produzione
Il film, diretto da Armand Schaefer su una sceneggiatura di Lindsley Parsons con il soggetto di Parsons e di Will Beale, fu prodotto da Paul Malvern per la Lone Star Productions e la Monogram Pictures e girato nelle Bronson Caves a Los Angeles, a Kernville e nel Trem Carr Ranch a Newhall, in California, nell'ottobre del 1933.

## Distribuzione
Il film fu distribuito con il titolo Sagebrush Trail negli Stati Uniti dal 15 dicembre 1933 al cinema dalla Monogram Pictures.
Alcune delle uscite internazionali sono state:
- nel Regno Unito il 4 marzo 1935 (An Innocent Man)
- in Germania (Desperado Man e Gestohlene Ware)
- in Spagna (El camino de Sagebrush)
- in Francia (Justice pour un innocent e Que Justice Soit Faite)
- in Finlandia (Murhaaja pakomatkalla)
- in Brasile (Na Trilha da Verdade)
- in Italia (Il giustiziere del West)

## Promozione
Le tagline sono:
- "Romance rides in a drama of thundering hoofs and blazing guns!".
- "He wrote the code of justice with the might of lead and a blazing six-gun!".
- "ROMANCE RIDES! In A Drama Of Thundering Hoofs And Blazing Guns!".